# 王難得
王難得（？—763年），唐朝将领，沂州臨沂（今山东省臨沂市）人。王思敬的儿子，王思敬年轻时从军，官至太子宾客。
王難得有勇武，善于骑射，天宝初年为河源军使。吐蕃赞普的儿子郎支都有勇力敏捷，乘名馬，宝钿装鞍，出阵求戰，没有人敢与他对阵。王难得大怒，挟矛奋马突前，郎支都没来得及战斗，被刺杀斩首，传首京师。还军，唐玄宗召见王難得，令他在殿前乘马挟枪表现刺郎支都的状态。玄宗很高兴，賜给他錦袍、金帶。任命为金吾将军同正员。
天宝七载（748年），跟随哥舒翰在积石军攻打吐蕃，俘获吐谷浑王子悉弄参和子婿悉颊藏，还军，拜为左武卫将军、关西游奕使。天宝九载（750年），攻打吐蕃，收復五桥，攻克树敦城，進升为白水军使。天宝十三载（754年），跟随收復九曲，加特进。
安禄山之乱，王難得跟随哥舒翰战于潼关；潼关失守，跟随唐肃宗抵达灵武。当时缺少赏军财物，王難得以家貲助軍，进献绢三千疋、金银器等。至德初年，试为卫尉卿、兴平军使，兼凤翔都知兵马使。收復京城长安，与叛军作战。属下靳元曜战斗激烈时堕马，王难得驰马相救，敌人射中他的眼眉，皮耷拉下来挡住了眼睛。王难得自行拔箭，驰马再战，血流满面，战斗不已。唐肃宗非常嘉赏他。他跟随从郭子仪在相州攻打安庆绪，封琅邪郡公，為英武军使。宝应二年（763年）去世，赠潞州大都督。
王難得之子王子顏，王子顏的儿子王用。王子顏的女儿莊憲皇后，是唐宪宗的母亲。元和元年（806年），唐憲宗褒赠外祖父家族，赠王難得之父王思敬為司徒，王難得为太尉，王子顏为太師。

## 延伸阅读
[在维基数据编辑]
 《新唐書·卷147》，出自《新唐書》